# Carbone en pulpe
 (février 2022).
La mise en forme du texte ne suit pas les recommandations de Wikipédia : il faut le « wikifier ».
Les points d'amélioration suivants sont les cas les plus fréquents :
- Les titres sont pré-formatés par le logiciel. Ils ne sont ni en capitales, ni en gras.
- Le texte ne doit pas être écrit en capitales (les noms de famille non plus), ni en gras, ni en italique, ni en « petit »…
- Le gras n'est utilisé que pour surligner le titre de l'article dans l'introduction, une seule fois.
- L'italique est rarement utilisé : mots en langue étrangère, titres d'œuvres, noms de bateaux, etc.
- Les citations ne sont pas en italique mais en corps de texte normal. Elles sont entourées par des guillemets français : « et ».
- Les listes à puces sont à éviter, des paragraphes rédigés étant largement préférés. Les tableaux sont à réserver à la présentation de données structurées (résultats, etc.).
- Les appels de note de bas de page (petits chiffres en exposant, introduits par l'outil «  Source ») sont à placer entre la fin de phrase et le point final[comme ça].
- Les liens internes (vers d'autres articles de Wikipédia) sont à choisir avec parcimonie. Créez des liens vers des articles approfondissant le sujet. Les termes génériques sans rapport avec le sujet sont à éviter, ainsi que les répétitions de liens vers un même terme.
- Les liens externes sont à placer uniquement dans une section « Liens externes », à la fin de l'article. Ces liens sont à choisir avec parcimonie suivant les règles définies. Si un lien sert de source à l'article, son insertion dans le texte est à faire par les notes de bas de page.
- La présentation des références doit suivre les conventions bibliographiques. Il est recommandé d'utiliser les modèles {{Ouvrage}}, {{Chapitre}}, {{Article}}, {{Lien web}} et/ou {{Bibliographie}}. Le mode d'édition visuel peut mettre en forme automatiquement les références.
- Insérer une infobox (cadre d'informations à droite) n'est pas obligatoire pour parachever la mise en page.

Pour une aide détaillée, merci de consulter Aide:Wikification.
Si vous pensez que ces points ont été résolus, vous pouvez retirer ce bandeau et améliorer la mise en forme d'un autre article.
 (mai 2023).
Si vous disposez d'ouvrages ou d'articles de référence ou si vous connaissez des sites web de qualité traitant du thème abordé ici, merci de compléter l'article en donnant les références utiles à sa vérifiabilité et en les liant à la section « Notes et références ».
Le carbone en pulpe(CIP) est une technique d'extraction pour la récupération de l'or qui a été libéré dans une solution de cyanure dans le cadre du processus de cyanuration de l'or.
Introduit au début des années 1980, le carbone en pulpe est considéré comme un procédé simple et bon marché. A ce titre il est utilisé dans la plupart des applications industrielles où la présence d'argent ou de cuivre concurrents n'interdit pas son utilisation.
Le charbon actif agit comme une éponge vis-à-vis de l' aurocyanure et d'autres ions complexes en solution. Des particules de carbone dures (beaucoup plus grandes que les tailles de particules de minerais) peuvent être mélangées avec le mélange de minerais et de solution de cyanure. Le complexe de cyanure d'or est adsorbé sur le carbone jusqu'à ce qu'il atteigne un équilibre avec l'or en solution. Étant donné que les particules de carbone sont beaucoup plus grosses que les particules de minerai, le carbone grossier peut ensuite être séparé de la boue en suspension par tamisage à l'aide d'un treillis métallique.

## Charger de l'or dans du carbone
La pulpe lixiviée et le carbone sont transférés dans un agencement d'écoulement à contre-courant entre une série de réservoirs, généralement au nombre de 4 à 6. Dans le réservoir final, le charbon frais ou stérile est mis en contact avec une solution de faible qualité ou de résidus. Dans ce réservoir, le charbon frais a une activité élevée et peut éliminer des traces d'or (jusqu'à des niveaux inférieurs à 0,01 mg/L Au en solution).
Au fur et à mesure qu'il monte dans le train, le carbone se charge à des concentrations d'or de plus en plus élevées, car il entre en contact avec des solutions de qualité supérieure. Généralement, des concentrations aussi élevées que 4 000 à 8 000 grammes d'or par tonne de carbone (g/t Au) peuvent être atteintes sur le carbone chargé final, car il entre en contact avec du minerai fraîchement lixivié et une solution de lixiviation prégnante (PLS). Cela peut être mesuré en comparant la quantité d'or extraite du carbone à la quantité de carbone utilisée.

## Extraction de l'or du carbone
Le carbone chargé final est ensuite retiré et lavé avant de subir une « élution » ou une désorption du cyanure d'or à température et pH élevés. L'éthanol peut également être utilisé pour désorber l'or du charbon actif, mais des problèmes de sécurité ont ralenti son acceptation dans l'industrie de l' extraction de l'or.

## Électro-obtention
La solution éluée, normalement constituée de soude caustique (l'électrolyte), de cyanure et d'eau circule à travers le charbon chargé, qui extrait l'or et d'autres métaux. La solution chargée passe à travers une cellule d'extraction électrolytique où l'or et les autres métaux se fixent aux cathodes, constituées de laine de fil, par électrolyse. La solution repasse ensuite à travers le carbone chargé, extrayant plus d'or et d'autres métaux. Ce processus se poursuit jusqu'à ce que le carbone ait été dépouillé de ses métaux.
Les cathodes (laine métallique, maintenant plaquée d'or et d'autres métaux) sont retirées et placées dans de l'acide. L'acide brûle la laine de fil et d'autres métaux tels que le cuivre, et laisse un sédiment d'or et une solution d'acide et d'argent dissous. L'acide et l'argent sont évacués, après quoi les sédiments d'or sont lavés à l'eau plusieurs fois.
Une fois les lavages à l'eau terminés, l'or est séché, mélangé avec du borax et fondu.